# Шкодран Мустафи
Шкодран Мустафи немачки је фудбалер који игра на позицији централног бека у одбрани. Тренутно наступа за Шалке 04 и репрезентацију Њемачке.
Мустафијеви родитељи су пореклом Албанци из Северне Македоније.